# 타미르 스타디움
타미르 스타디움(아랍어: ملعب ثامر, 영어: Thamir Stadium)은 쿠웨이트 살미야에 있는 다목적 경기장이다. 현재는 주로 알살미야 SC 축구 경기에 사용된다. 경기장에는 16,105명을 수용할 수 있다.